# Níger nos Jogos Olímpicos de Verão de 2012
Níger enviou uma equipe de seis atletas para competir nos Jogos Olímpicos de Verão de 2012, em Londres, na Grã-Bretanha.

## Desempenho

### Atletismo(2 atletas)
Masculino
| Atleta           | Evento | Preliminares | Preliminares | Quartas | Quartas | Semifinais  | Semifinais  | Final       | Final       |
| Atleta           | Evento | Marca        | Posição      | Marca   | Posição | Marca       | Posição     | Marca       | Posição     |
| ---------------- | ------ | ------------ | ------------ | ------- | ------- | ----------- | ----------- | ----------- | ----------- |
| Rabiou Guero Gao | 1500 m | 4m05s46      | 43º          |         |         | Não avançou | Não avançou | Não avançou | Não avançou |

Feminino
| Atleta             | Evento | Preliminares | Preliminares | Quartas     | Quartas     | Semifinais  | Semifinais  | Final       | Final       |
| Atleta             | Evento | Marca        | Posição      | Marca       | Posição     | Marca       | Posição     | Marca       | Posição     |
| ------------------ | ------ | ------------ | ------------ | ----------- | ----------- | ----------- | ----------- | ----------- | ----------- |
| Nafissa Souleymane | 100 m  | 12s81        | 20º          | Não avançou | Não avançou | Não avançou | Não avançou | Não avançou | Não avançou |

### Boxe(1 atleta)
Masculino
| Atleta         | Evento          | Fase de 32           | Oitavas              | Quartas              | Semifinais           | Final                | Pos.        |
| Atleta         | Evento          | Adversário resultado | Adversário resultado | Adversário resultado | Adversário resultado | Adversário resultado | Pos.        |
| -------------- | --------------- | -------------------- | -------------------- | -------------------- | -------------------- | -------------------- | ----------- |
| Moustapha Hima | Peso meio-médio | AUS Hammond D 6–13   | Não avançou          | Não avançou          | Não avançou          | Não avançou          | Não avançou |

### Judô(1 atleta)
Masculino
| Atleta          | Evento | Preliminares          | Fase de 32               | Fase de 16           | Quartas              | Semifinais           | Repescagem           | Bronze               | Final                | Pos.        |             |
| Atleta          | Evento | Adversário resultado  | Adversário resultado     | Adversário resultado | Adversário resultado | Adversário resultado | Adversário resultado | Adversário resultado | Adversário resultado | Pos.        |             |
| --------------- | ------ | --------------------- | ------------------------ | -------------------- | -------------------- | -------------------- | -------------------- | -------------------- | -------------------- | ----------- | ----------- |
| Zakari Gourouza | −60 kg | HON Godoy V 0100–0000 | RUS Galstyan D 0000–0101 | Não avançou          | Não avançou          | Não avançou          | Não avançou          | Não avançou          | Não avançou          | Não avançou | Não avançou |

### Natação(1 atleta)
Feminino
| Atleta(s)                | Evento     | Eliminatórias | Eliminatórias | Semifinal   | Semifinal   | Final       | Final       |
| Atleta(s)                | Evento     | Tempo         | Posição       | Tempo       | Posição     | Tempo       | Posição     |
| ------------------------ | ---------- | ------------- | ------------- | ----------- | ----------- | ----------- | ----------- |
| Nafissatou Moussa Adamou | 50 m livre | 37s29         | 71º           | Não avançou | Não avançou | Não avançou | Não avançou |

### Remo(1 atleta)
Masculino
| Equipe               | Evento        | Eliminatórias | Eliminatórias | Repescagem | Repescagem | Quartas     | Quartas     | Semifinal F | Semifinal F | Final F | Final F | Posição final |
| Equipe               | Evento        | Tempo         | Pos.          | Tempo      | Pos.       | Tempo       | Pos.        | Tempo       | Pos.        | Tempo   | Pos.    | Posição final |
| -------------------- | ------------- | ------------- | ------------- | ---------- | ---------- | ----------- | ----------- | ----------- | ----------- | ------- | ------- | ------------- |
| Hamadou Djibo Issaka | Skiff simples | 8m25s56       | 5º            | 8m39s66    | 4º         | Não avançou | Não avançou | 9m07s99     | 4º          | 8m53s88 | 3º      | 33º           |